# لغات بلجيكا

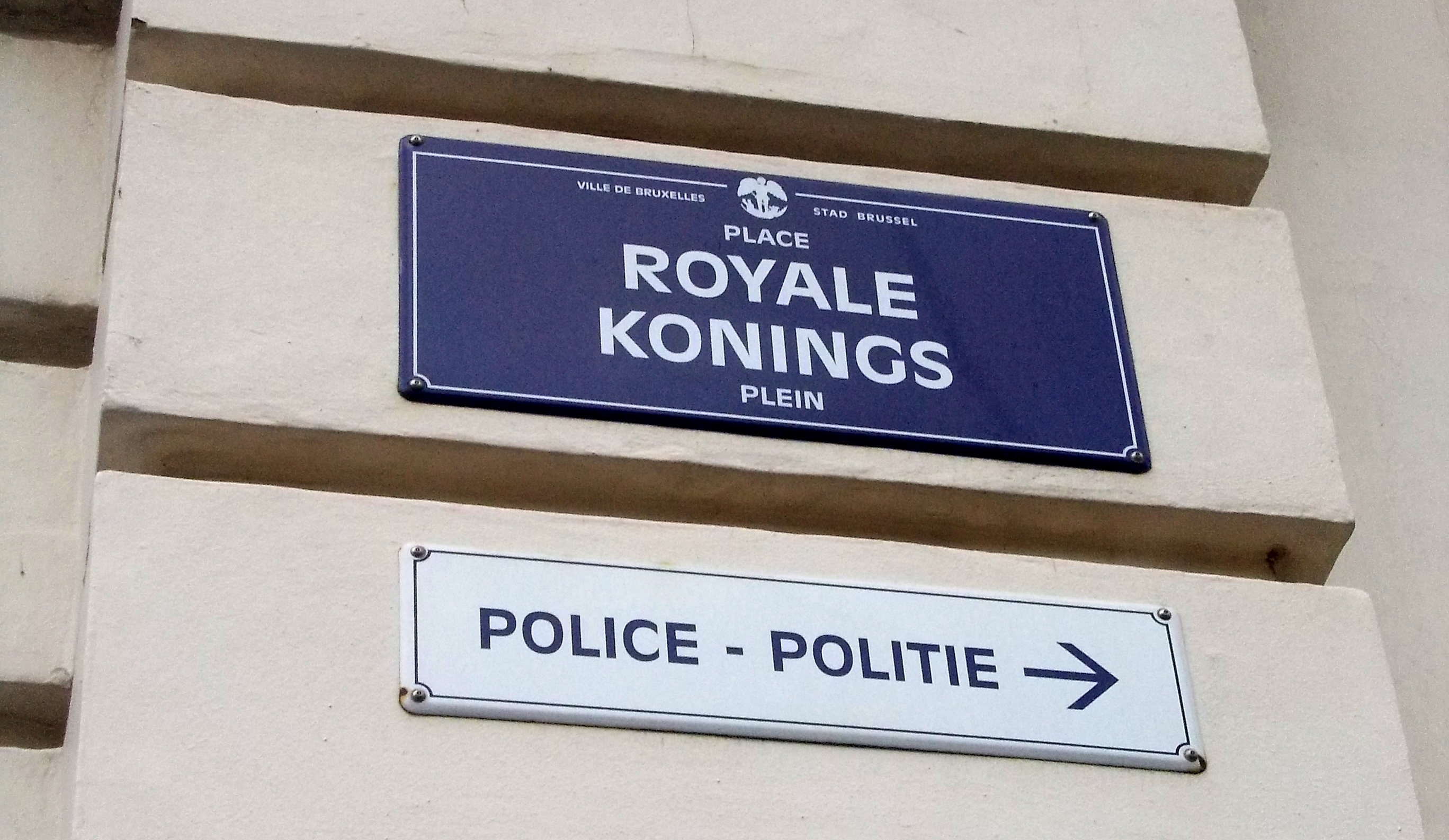
علامتان باللغتين (الهولندية والفرنسية) في أحد شوارع بروكسل.

تنتشر في مملكة بلجيكا ثلاث لغات رسمية: الهولندية والفرنسية والألمانية. كما يتحدث السكان بعدد من اللغات ولهجات الأقليات غير الرسمية.

## اللغات الرسمية

### الوضع القانوني
يضمن الدستور البلجيكي، منذ استقلال البلاد، حرية اللغة في المجال الخاص. تنص المادة 30 على أن «استخدام اللغات المحكية في بلجيكا اختياري؛ القانون وحده هو الذي يحكم في هذه المسألة، وفقط لأعمال السلطات العامة والمسائل القانونية». بالنسبة لتلك السلطات العامة، هناك تشريعات لغوية واسعة النطاق تتعلق بالهولندية و‌الفرنسية و‌الألمانية، على الرغم من أن الدستور البلجيكي لا يذكر صراحة اللغات التي تتمتع بوضع رسمي. تقسم المادة 4 البلاد إلى مناطق لغوية، والتي تشكل أساس الهيكل الفيدرالي: «بلجيكا لديها أربعة مجالات لغوية: المنطقة الناطقة بالفرنسية، والمنطقة الناطقة بالهولندية، والمنطقة ثنائية اللغة في العاصمة بروكسل، والمنطقة الناطقة بالألمانية».
قبل إدخال الهيكل الفيدرالي والتشريعات اللغوية تدريجياً في أواخر القرن العشرين، كانت الفرنسية عموماً هي اللغة الوحيدة المستخدمة من قِبل السلطات العامة. على سبيل المثال، تمتعت النسخة الهولندية من الدستور بوضع مساوٍ للنسخة الفرنسية الأصلية فقط منذ عام 1967، وللنسخة الألمانية منذ عام 1991.

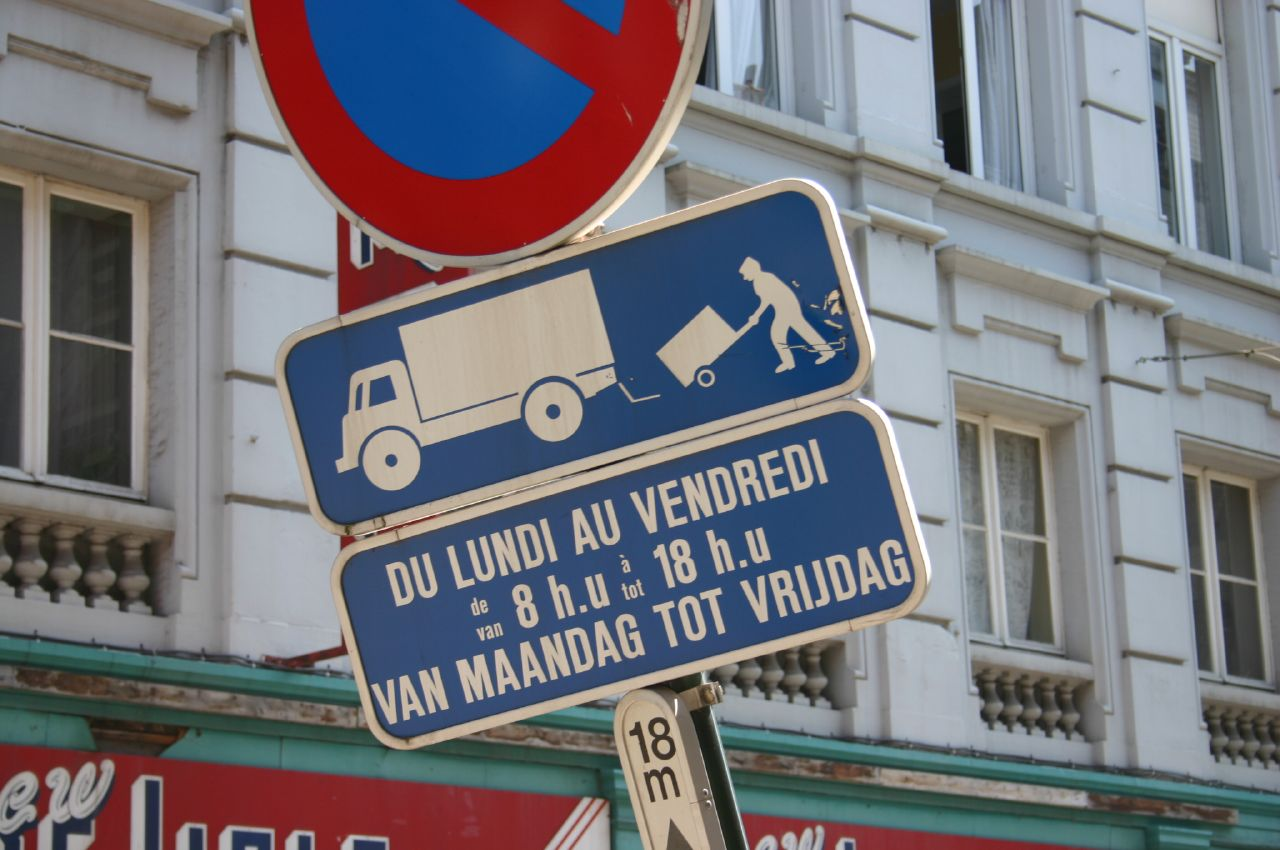
إشارة مرور مكتوبة باللغتين الفرنسية والهولندية (من أعلى إلى أسفل) في بروكسل.

ما يقرب 59% من سكان بلجيكا ينتمون إلى المجتمع الفلمنكي، و 40% إلى المجتمع الفرنسي، و 1% إلى المجتمع الناطق بالألمانية. تتضمن هذه الأرقام المتعلقة باللغات البلجيكية الرسمية أعدادًا غير معروفة من المهاجرين وأطفالهم، الذين قد يتحدثون لغة أجنبية كلغة أساسية، والمهاجرين الإقليميين البلجيكيين، الذين من المحتمل أن يوازن بعضهم البعض إلى حد كبير بالنسبة للمتحدثين الأصليين للفرنسية والهولندية. يعيش عدد كبير من السكان الناطقين بالفرنسية حول بروكسل، في فلاندرز، وبحسب الجغرافيا، يعتبرون جزءًا من المجتمع الفلمنكي. على الرغم من أن الصيغة القياسية للغة الهولندية المستخدمة في بلجيكا مطابقة تقريبًا لتلك المستخدمة في هولندا، واللهجات المختلفة عبر الحدود، إلا أنها غالبًا ما تسمى بالعامية «الفلمنكية».

### هولندي
الهولندية هي اللغة الرسمية الأكثر استخداماً في بلجيكا واللغة الرسمية للمجتمع الفلمنكي و‌الإقليم الفلامندي (اندمجت في فلاندر). إلى جانب الفرنسية، هي لغة رسمية في إقليم بروكسل العاصمة. اللهجات الهولندية الرئيسية المستخدمة في بلجيكا هي البرابانتية و‌الفلمنية الغربية والفلمنية الشرقية و‌اللغة الليمبورغية. يتم التحدث بكل هذه الكلمات عبر الحدود في هولندا أيضاً، ويتحدث الغرب الفلمنكي أيضاً بالفلاندرز الفرنسية. مثل اللغة الإنجليزية، اعتمدت اللهجات الفلمنكية المزيد من المفردات الفرنسية وغيرها من المفردات الرومانسية من خلال التبادل الثقافي المشترك عبر التاريخ مقارنة باللهجات الهولندية الأخرى. على هذا النحو، فهي ليست دائماً سهلة الفهم للمتحدثين الهولنديين خارج فلاندر. الكلمات التي تنفرد بها اللغة الهولندية البلجيكية تسمى البلجيكية (كما هي الكلمات المستخدمة بشكل أساسي في اللغة الفرنسية البلجيكية). تأثرت اللهجة الأصلية لبروكسل إلى حد كبير بالفرنسية. يتم التحدث بها الآن من قِبل أقلية في منطقة العاصمة، حيث تحولت اللغة الأساسية لمعظم السكان خلال عملية فرنسة بروكسل.

### فرنسي
اللغة الرسمية (البلجيكية) الثانية الأكثر استخدامًا، والتي يستخدمها ما يقرب من ثلث السكان، هي الفرنسية. إنها اللغة الرسمية للمجتمع الفرنسي (الذي، مثل المجتمع الفلمنكي، هو كيان سياسي)، واللغة السائدة في فالونيا (التي تضم أيضًا مجتمعًا صغيرًا يتحدث الألمانية)، وكذلك إقليم بروكسل العاصمة. يتحدث جميع سكان منطقة العاصمة تقريباً الفرنسية كلغتهم الأساسية (50%) أو كلغة مشتركة (45%). يتحدث العديد من الفلمنكيين اللغة الفرنسية كلغة ثانية. الفرنسية البلجيكية مطابقة في معظم النواحي للفرنسية الباريسية القياسية، ولكنها تختلف في بعض نقاط المفردات والنطق والدلالات.

### ألمانية
اللغة الألمانية هي اللغة الرسمية الأقل انتشارًا في بلجيكا، حيث يتحدث بها أقل من 1% من السكان. يبلغ تعداد المجتمع البلجيكي الناطق بالألمانية 77000 نسمة، يقيمون في منطقة من بلجيكا تنازلت عنها القيصرية الألمانية السابقة كجزء من معاهدة فرساي، التي أنهت الحرب العالمية الأولى. في عام 1940، أعادت ألمانيا النازية ضم المنطقة بعد غزوها لبلجيكا خلال الحرب العالمية الثانية، بعد الحرب عادت المنطقة إلى بلجيكا.